# Bitwa nad Geborą
Bitwa nad Geborą – jedno z mniej ważnych starć wojny na Półwyspie Iberyjskim. Bitwa została stoczona 19 lutego 1811 roku u ujścia rzeki Gebora do Gwadiany w pobliżu miasta Badajoz w Hiszpanii. Mniej liczne siły francuskie pokonały i niemal zniszczyły hiszpańską Armię Estremadury.
Chcąc pomóc armii marszałka André Massény wydostać się z Portugalii, gdzie tkwiła, tracąc siły, przed umocnieniami Lizbony (tzw. „Liniami Torres Vedras”) marszałek Jean de Dieu Soult poprowadził część swej Armée du Midi z Andaluzji w głąb sąsiedniej prowincji hiszpańskiej, Estramadury, gdzie obległ ważne strategicznie, ufortyfikowane miasto Badajoz nad Gwadianą. Wicehrabia Wellington i generał Pedro Caro de La Romana rzucili na ratunek oblężonym znaczne siły hiszpańskie. La Romana zmarł jednak tuż przed wymarszem armii, a dowództwo objął generał Gabriel Mendizabal. Wspierana przez niewielki oddział portugalskiej kawalerii armia hiszpańska dotarła pod Badajoz w pierwszych dniach lutego 1811 roku i obsadziła pasmo wzgórz San Cristóbal.
Mendizabal zignorował rady Wellingtona, który zalecał okopać się na tak dogodnej pozycji, co natychmiast postanowił wykorzystać Soult. Rankiem 19 lutego nieznaczne siły francuskie, dowodzone przez marszałka Mortiera, błyskawicznie pokonały hiszpańską armię, która straciła około tysiąca zabitych i rannych oraz 4000 wziętych do niewoli. Mortier stracił zaledwie 400 ludzi. Zwycięstwo pozwoliło Soultowi skoncentrować się na oblężeniu Badajoz, które skapitulowało 11 marca i pozostawało we francuskich rękach do roku 1812.

## Podłoże
Mimo taktycznego zwycięstwa nad Masséną pod Buçaco we wrześniu 1810 roku, Wellington został zmuszony manewrami Massény do wycofania się za umocnienia Linii Torres Vedras, broniących dostępu do portugalskiej stolicy. Do 10 października przed Liniami operowała jedynie jedna dywizja piechoty lekkiej i kilka konnych patroli brytyjskich, podczas gdy Armia Porugalii Massény koncentrowała się w okolicy Sobral, najwyraźniej przygotowując się do ataku na Linie. Jednak po gwałtownych starciach 14 października Francuzi okopali się i − nie podejmując już ataku na wielką skalę − trwali tak przez miesiąc, by następnie wycofać się na pozycje pomiędzy Santarém a Rio Maior.

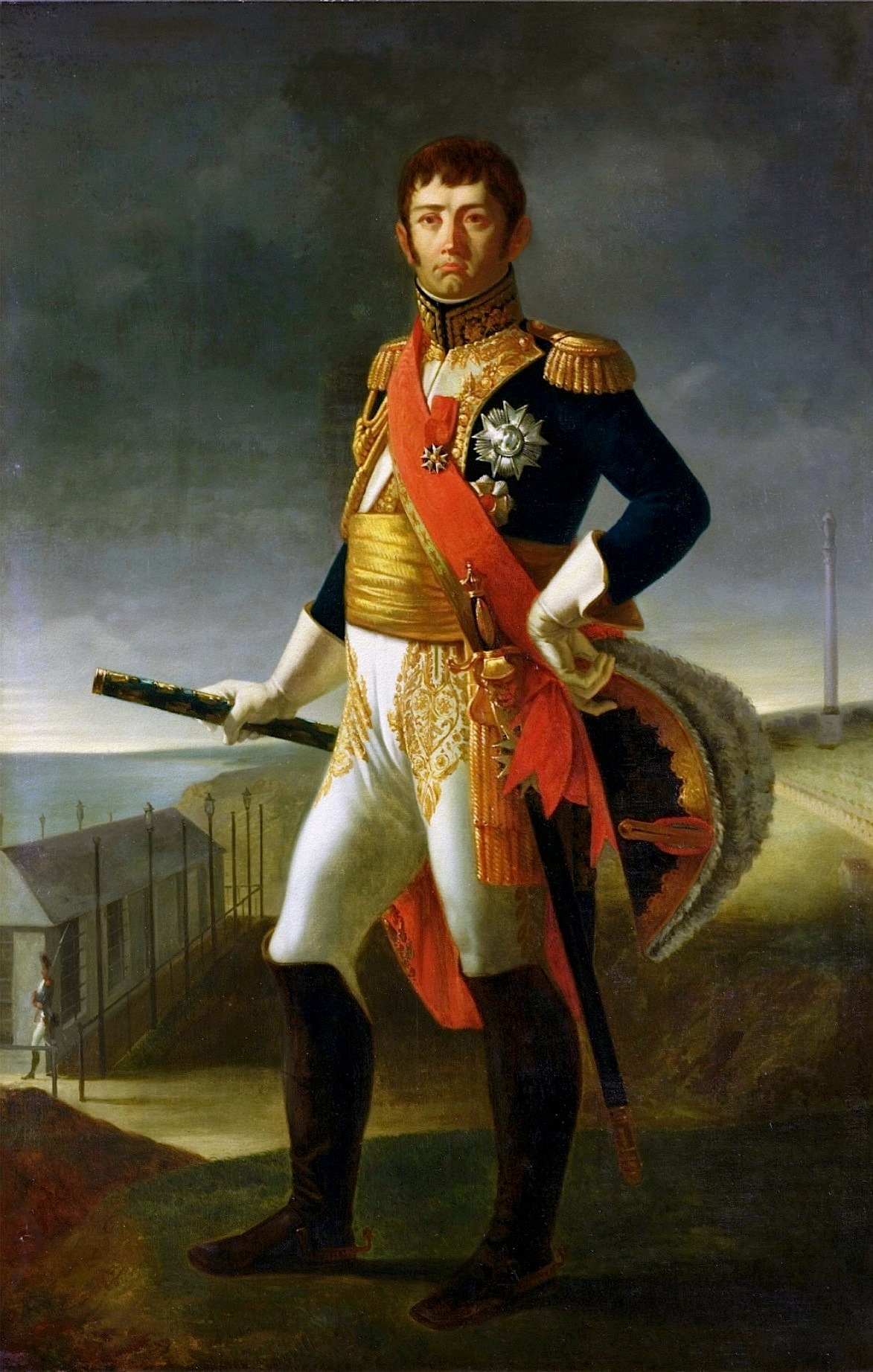
Nicolas de Dieu Soult

Napoleon już wcześniej wysyłał depesze do Soulta, dowódcy Armii Południa, wzywając go do wysłania posiłków Massénie w Portugalii. Rozkazy cesarskie mówiące o wysłaniu tylko niewielkich sił, opierały się na zdezaktualizowanych danych wywiadowczych i w chwili, gdy Soult je otrzymał, sytuacja zmieniła się diametralnie. Pomiędzy francuskimi siłami a stolicą Portugalii znajdowało się 30 000 wojsk sprzymierzonych i sześć potężnych fortec, co praktycznie uniemożliwiało atak na Lizbonę. Niemniej jednak zmuszony do działania Soult zgromadził 20-tysięczne siły, głównie z V Korpusu, i ruszył w głąb Estremadury z zamiarem zdobycia hiszpańskiej fortecy Badajoz, co odciągnęłoby część wojsk sprzymierzonych od Massény i Linii Torres Vedras.
Soult podzielił swoje siły na dwie kolumny, które wkroczyły do Estremadury poprzez dwie główne przełęcze prowadzące z Andaluzji do doliny Gwadiany z zamiarem połączenia w Almendralejo. Pierwsza z kolumn, którą dowodził generał Marie Victor Latour-Maubourg, nie napotkała większego oporu; 3 stycznia 1811 roku natknęła się wprawdzie pod Usagre z 2500 hiszpańsko-portugalskiej kawalerii, ale były to jedynie siły osłony wycofującej się za Gwadianę dywizji piechoty hiszpańskiej. W tej sytuacji Latour-Maubourg mógł zająć pozycję pod Almendralejo i oczekiwać nadejścia drugiej francuskiej kolumny
Ta druga kolumna, dowodzona osobiście przez Soulta, stanowiła eskortę taborów wiozących sprzęt oblężniczy, musiała więc wybrać drogę dłuższą, ale wygodniejszą. Złe warunki pogodowe i ucieczka hiszpańskich woźniców spowodowały, że kolumna artyleryjska oddzieliła się od eskortującej ją piechoty, co stało się problemem, gdy kolumnie zagroził 5-tysięczny oddział hiszpański, dowodzony przez generała Francisco Ballesterosa. Wobec zdecydowanej postawy Mortiera Ballesteros cofnął się, ale cały czas stanowił zagrożenie dla straży tylnej. Z tego powodu Soult skierował przeciw Hiszpanom piechotę V Korpusu generała Honoré Gazana, podczas gdy sam, na czele kawalerii, podążał do Almendralejo. W rezultacie Soult połączył się ostatecznie 6 stycznia z Latour-Maubourgem, ale na czele jedynie niewielkiej części swej kolumny i bez ciężkiej artylerii.

## Preludium

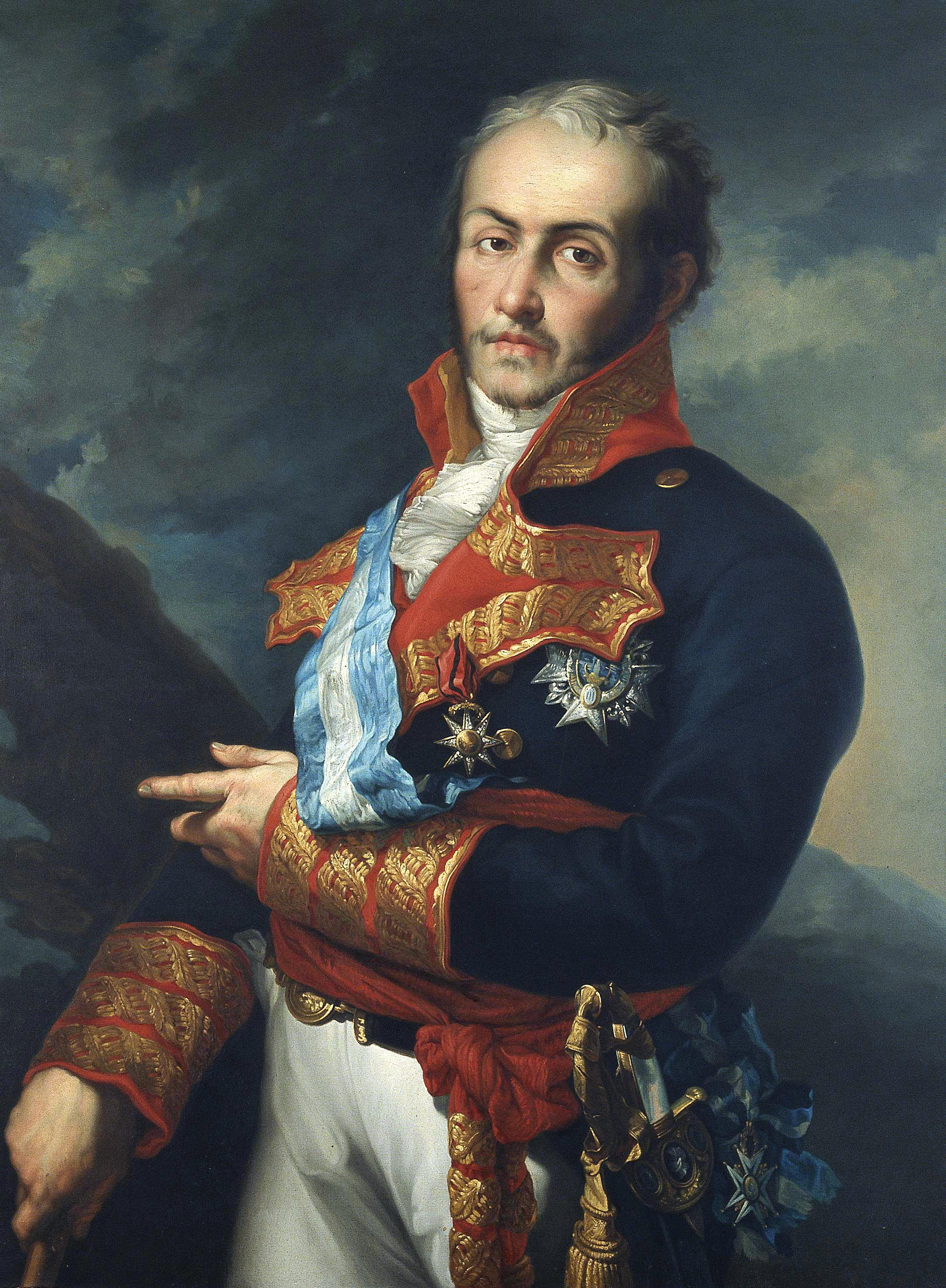
Hiszpański generał Pedro Caro y Sureda, 3. markiz de La Romana

Soult, nie mogąc − ze swymi uszczuplonymi siłami − zdobywać twierdzy tak silnej jak Badajoz, zmienił plany. Wysławszy swą lekką kawalerię pod dowództwem generała brygady André Briche'a z zadaniem wzięcia Méridy i zostawiwszy 4 szwadrony dragonów w Albuera celem obserwowania poczynań garnizonu Badajoz, pomaszerował na czele pozostałych sił na Olivenzę. Wellington doradzał w swoim czasie generałowi Pedro Caro de La Romana, dowódcy Armii Estremadury, by albo zburzył fortyfikacje Olivenzy, albo wyremontował je gruntownie i obsadził znacznymi siłami; La Romana ze swojej strony polecił Mendizabalowi zostawić forteczkę własnemu losowi, ale ten zignorował rozkaz i obsadził miasteczko czterema batalionami piechoty. Soult, który przybył na miejsce 11 stycznia, znalazł się wobec silnie obsadzonych, ale bardzo słabych fortyfikacji. Francuskie działa oblężnicze zaczęły wreszcie nadciągać 19 stycznia, a 22 stycznia byle jak załatany stary wyłom w murach fortecznych został ponownie otwarty. Garnizon kapitulował następnego dnia; do niewoli dostało się ponad 4 tysiące żołnierzy Armii Estremadury.
Soult znalazł się teraz w trudnej sytuacji: miał wprawdzie 4000 kawalerzystów, z których musiał wydzielić dwa bataliony dla odprowadzenia jeńców do trzymanej przez Francuzów Sewilli, ale wówczas zostało mu zaledwie 5500 żołnierzy. Co więcej, mimo że wozy taborowe ze sprzętem oblężniczym zaczęły wreszcie nadciągać, ale brak było dywizji piechoty Gazana. Mimo tych problemów Soult zdecydował się na rozpoczęcie oblężenia Badajoz w nadziei, że Wellington wyśle posiłki do fortecy, a tym samym zmniejszy zagrożenie, jakie stwarzają wojska sprzymierzonych dla stojącego przed Liniami Torres Verdas Massény. 26 stycznia Soult podszedł pod mury Badajoz, wysyłając Latour-Maubourga z sześcioma batalionami kawalerii na przeciwny brzeg Gwadiany z zadaniem blokowania podejść do fortecy od północy, a następnego dnia rozpoczęło się oblężenie. Dywizja Gazana dołączyła do sił Soulta 3 lutego, wzmacniając siły oblężnicze sześcioma tysiącami ludzi.
Tymczasem Mendizabal, wysławszy dwa bataliony dla wzmocnienia Badajoz, wycofał się w stronę portugalskiej granicy. Osłabiony upadkiem Olivenzy i przedłużającą się nieobecnością Ballesterosa, zażądał od La Romany posiłków i 14 stycznia otrzymał 1800 ludzi, którzy przybyli z Abrantes pod wodzą Carlosa de España. Jednocześnie z Linii Torres Vedras wyruszyłon 19 stycznia 6000 ludzi, którzy 29 stycznia dotarli do granicznego miasta Elvas. Gdy siły te dołączyły do pozostających z Mendizabalem 3000 ludzi, dywizji kawalerii hiszpańskiej i brygady kawalerii portugalskiej, armia sprzymierzonych wzrosła do blisko 15 000, co miało wystarczyć, by pod dowództwem La Romany z powodzeniem szachować Soulta. La Romana zmarł jednak niespodziewanie 23 stycznia na tętniaka i dowodzenie armią dostało się Mendizabalowi.
Przed swą nagłą śmiercią La Romana spotkał się z Wellingtonem i uzgodnił z nim plan kampanii: armia miała okopać się na wzgórzach San Cristóbal, z prawym skrzydłem osłanianym przez fort San Cristóbal, frontem zabezpieczonym przez rzeki Gebora i Guadiana, lewym skrzydłem flankowanym przez umocnienia w Campo Maior i Elvas chroniącym tyły. Gdy obejmował dowództwo Mendizabal znał ten plan, jednak zignorował go po przybyciu 5 lutego na północny brzeg Gwadiany. Większość swej piechoty zakwaterował w Badajoz, u stóp wzgórz San Cristóbal zostawiając tylko niewielki kontyngent piechoty i kawalerii. 7 lutego Mendizabal zorganizował wycieczkę przeciw francuskim siłom oblężniczym: kawaleria portugalska z niewielką grupą piechurów wykonała manewr mylący na lewym francuskim skrzydle, podczas gdy znaczne siły w liczbie 5000 ludzi zaatakowały skrzydło prawe. Hiszpanie, dowodzeni przez Carlosa de España, przebili się przez pierwszy pierścień francuskich okopów i starli się z jedną z brygad Jean-Baptisty Girarda; zostali wyparci, gdy Mortier posłał na pomoc Girardowi kilka batalionów piechoty. De España wycofał się do Badajoz tracąc 650 ludzi (Francuzi stracili 400).
9 lutego Mendizabal wycofał większość swych wojsk z Badajoz, pozostawiając w mieście 7-tysięczny garnizon. 9000 piechoty obsadziło wzgórza San Cristóbal, a 3-tysięczna kawaleria roztarasowała się na Płaskowyżu Caya, za piechotą. Hiszpański dowódca ponownie zignorował zalecenia Wellingtona i nie wzniósł ziemnych umocnień na wzgórzach, podobnie jak nie wysłał kawalerii nad rzekę dla osłony frontu formacji i obserwowania poczynań Francuzów. Tymczasem Soult, przez kilka następnych dni − ignorując hiszpańską armię tkwiącą na drugim brzegi Gwadiany − skoncentrował się na rozbudowie umocnień oblężniczych i bombardowaniu Badajoz. Silne opady deszczu w dniach 11-18 lutego spowodowały wzrost poziomu wód w rzekach Gwadiana i Gebora, co uczyniło je niezdatnymi do przeprawy, z którego to powodu Francuzi mogli jedynie ostrzeliwać południowy kraniec pozycji hiszpańskich na wzgórzach. W rezultacie Hiszpanie cofnęli się dalej na północ, tracąc łączność z fortem San Cristóbal nad rzeką.

## Bitwa

Plan bitwy

Po południu 18 lutego deszcz ustał i wody w rzekach opadły tak, że Gebora ponownie stała się możliwa do forsowania przez piechotę. W tej sytuacji wieczorem Soult skierował dziewięć batalionów, trzy szwadrony jazdy i dwie baterie dział batalinów piechoty pod dowództwem Mortiera na północ Wraz z sześcioma regimentami kawalerii Latour-Maubourga Francuzi mieli teraz 4500 piechoty, 2500 kawalerii i 12 dział gotowych do uderzenia. Gęsta mgła spowodowała, że Mendizabal nie zdawał sobie sprawy z postępów nieprzyjaciela aż do chwili gdy jedna z jego czujek została zmuszona do ucieczki przez przekraczającą Geborę piechotę Mortiera Tymczasem 2 Regiment Huzarów, wysłany przez Latour-Maubourga z zadaniem zwinięcia lewego hiszpańskiego skrzydła, wspiął się − również niewykryty − na szczyt wzgórz na północy i uderzył na nie spodziewające się niczego jednostki Carlosa de España.

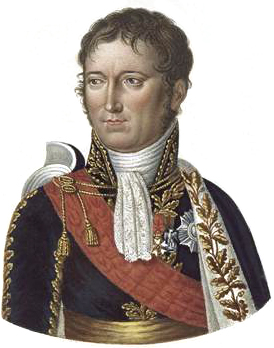
Marszałek Édouard Mortier, książę Tréviso

Mortier wykazał się w tym momencie wyjątkowym kunsztem taktycznym: posłał całą swoją kawalerię na północ z zadaniem zaatakowania hiszpańskiego lewego skrzydła; trzy bataliony piechoty skierował wzdłuż Gwadiany pomiędzy fort San Cristóbal i hiszpańskie prawe skrzydło; pozostałe sześć batalionów miało zaatakować Hiszpanów frontalnie. W chwili gdy mgła podniosła się lekka kawaleria Briche'ego była już na szczytach wzgórz i natychmiast zaatakowała piechotę hiszpańską, zaś trzy regimenty dragonów Latour-Maubourga uderzyły na hiszpańsko-portugalską kawalerię stojącą na Płaskowyżu Caya. Konnica sprzymierzonych, choć posiadająca przewagę liczebną, natychmiast rzuciła się do ucieczki w stronę Elvas i Campo Maior. Uszli nie ścigani, bowiem Latour-Maubourg zwrócił się natychmiast przeciw liniom piechoty.
Starcie na hiszpańskim prawym skrzydle nie zostało rozstrzygnięte od razu. Wobec tego, że mgła przestała zasłaniać widok, Hiszpanie zobaczyli z jak słabym przeciwnikiem mają do czynienia i sformowali się bez objaw paniki. Rozpoczęła się wymiana ognia karabinowego, gdy pojawiła się francuska kawaleria; lekkokonni nadciągali po szczytach wzgórz z północy, podczas gdy dragoni Latour-Maubourga uderzali od tyłu. W tej sytuacji Mendizabal kazał uformować swe wojsko w dwa wielkie dywizyjne czworoboki wspierane przez artylerię; taka taktyka początkowo przyniosła sukces w walce z kawalerią przeciwnika, ostatecznie jednak gęsto zmasowana piechota stała się łatwym celem dla francuskich karabinów i dział. Jak wspominał jeden z hiszpańskich piechurów, „To, co robiła ich artyleria, było straszne; w rezultacie z czworoboków najpierw powstał owal, a w końcu zmieszana masa ludzi z łatwością penetrowana przez kawalerzystów biorących ludzi do niewoli”. Rzeczywiście, lekkokonni Briche'ego przebili się przez hiszpańską formację bez większych trudności i bitwa była w zasadzie zakończona. Kilka regimentów hiszpańskich rozpierzchło się, wielu dostało się do niewoli, a pozostali przebijali się w kierunku Badajoz lub granicy portugalskiej.

## Skutki
Bitwa, choć stoczona niewielkimi siłami, miała poważne skutki dla sojuszu brytyjsko-hiszpańsko-portugalskiego; Wellington już wcześniej ostrzegł hiszpańskich generałów, że Armia Estremadury to „ostatnie wojsko, jakie ich kraj posiada”, a teraz dodał: „Klęska Mendizabala to największe nieszczęście, jakiego nie moglibyśmy się spodziewać, a jakie jednak się przytrafiło”. Armia została w zasadzie zniszczona; wprawdzie 2500 żołnierzy uciekło do Badajoz, a niewiele mniej do Portugalii, to jednak około tysiąca Hiszpanów poległo, a 4000 zostało wziętych do niewoli (ponadto stracono wszystkie 17 dział). Francuskie straty były raczej niewielkie. Soult początkowo raportował, że stracił 30 zabitych i 140 rannych, ale w końcowym rozrachunku ustalono, że francuskie straty to około 400 ludzi, głównie w kawalerii.
Soult mógł teraz spokojnie kontynuować oblężenie Badajoz; wprawdzie miasto posiadało obecnie 8-tysięczny garnizon wzmocniony uciekinierani z armii Mendizabala, ostatecznie kapitulowało 11 marca. Wellington wkrótce posłał tam silny korpus brytyjsko-portugalski, dowodzony przez Sir Williama Beresforda i 20 kwietnia rozpoczęło się drugie oblężenie Badajoz. Francuskie próby zdjęcia oblężenia doprowadziły 16 maja do krwawej bitwy pod Albuerą, biorąc udział w której silny korpus Beresforda mógł nadal prowadzić oblężenie, ale ledwo dał radę słabym siłom francuskim, ponownie dowodzonym przez Soulta. Jednak gdy francuska Armia Portugalii, teraz dowodzona przez marszałka Auguste’a Marmonta, połączyła się z Armią Południa, liczące ponad 60 000 siły zmusiły Wellingtona do zdjęcia 20 czerwca oblężenia i wycofania 44-tysięcznego korpusu do Elvas. W ten sposób Badajoz pozostało we francuskich rękach do roku następnego, kiedy to sprzymierzeni odebrali miasto w krwawym szturmie.